# Пож (деревня)
Пож (к.-п. пож, в переводе «сито»)— деревня в Юрлинском районе Пермского края на р. Пож (приток р. Сюрол, впадающей в р. Коса), в 25 км от с. Юрла. Входит в состав Усть-Зулинского сельского поселения.
С юга к деревне примыкают деревни Тимина и Сергеева. Общее население д. Пож включая примыкающие деревни — 337 человек (2021).

## История
Первое упоминание о д. Пож как деревне Пожвинской находим в 1-й ревизской сказке за 1722 год. В двух дворах жило 17 жителей Сабуровых и Окуловых.
Главные средства к существованию в 1886 году извлекались из земледелия. Из культур пожинцы сеяли рожь, ячмень, овёс, коноплю, горох, и частично пшеницу. Часть жителей деревни-старообрядцы. Подсобными промыслами для пожинцев были заготовка леса на сплав, охота на белку, рябчика, куницу.
К началу 1927 года был создан Пожинский сельсовет включающий 6 деревень: Булдыри, Ефремова, Федотова, Пож, Тимина, Сергеева, выселки: Комариха, хутор Кузьва, Юткина, Семинская, Опалиха и Куликова. В сельсовете числилось 450 хозяйств, проживало 1955 жителей. На 2021 год в бывшем сельсовете постоянно проживает 435 человек в деревнях Пож и Булдыри.
1929 году был создан колхоз «Красный маяк». В том же году в Юрлинском районе появились первые два трактора марки «Фордзон», один из которых отправили в Пож.

## Население
| 1722 | 1869 | 1909 | 1926 | 1958 | 1979 | 1998 | 2012 | 2021 |
| ---- | ---- | ---- | ---- | ---- | ---- | ---- | ---- | ---- |
| 17   | 426  | 410  | 552  | 295  | 340  | 383  | 206  | 203  |

## Экономика
Основные экономические отрасли: лесное хозяйство, розничная торговля, охота, сбор дикоросов.
В лесной отрасли работает малое предприятие «Содружество» и «Надежда». В деревне Сергеева работает сельхозпредприятие по разведению КРС.

## Здравоохранение
Медицинскую помощь населению оказывает муниципальное учреждение здравоохранения «Юрлинская районная центральная больница».

## Образование
Пожинская начальная общеобразовательная школа, детский сад.

## Культура
Сельский клуб, библиотека.

## Транспорт и связь
Через Пож проходит дорога Юрла — Зула — Чугайнов Хутор.
В деревне Пож присутствуют услуги стационарной телефонной связи.